# Shoghi Effendi
Shoghí Effendi (persan : شوقی افندی ; 1er mars 1897 - 4 novembre 1957) était une figure religieuse iranienne née dans l'Empire ottoman et le Gardien de la foi bahá’íe de 1921 à 1957. Petit-fils et successeur de ʻAbdu'l-Bahá, il fut responsable de la création de plusieurs plans d’enseignement qui ont permis l’expansion de la Foi bahá’íe dans de nombreux nouveaux pays et a également traduit de nombreux écrits cruciaux des chefs bahá’ís. À sa mort en 1957, les Mains de la Cause, incluant son épouse canadienne Rúhíyyih Khánum, ont assumé le rôle de superviser le transfert de l’autorité légale suprême de la religion à la Maison universelle de justice, qui organise des élections tous les cinq ans depuis 1963.
Effendi, un Afnán, est né Shoghí Rabbání à ʻAkká (Acre), où il a passé sa jeunesse, mais a ensuite étudié à Haïfa et à Beyrouth, obtenant un diplôme en arts au Collège protestant syrien (aujourd'hui Université américaine de Beyrouth) en 1918, puis servant comme secrétaire et traducteur de ʻAbdu'l-Bahá. En 1920, il a fréquenté le Balliol College, Oxford, où il a étudié les sciences politiques et l'économie, mais sa deuxième année a été interrompue par le décès de ʻAbdu'l-Bahá, ce qui a conduit à sa nomination comme Gardien de la foi bahá’íe à l'âge de 24 ans.
Pendant 36 ans, Effendi a dirigé les efforts pour développer et protéger la religion à l’échelle mondiale. Il a envoyé plus de 17 500 lettres, principalement en persan et en anglais, pour diriger et suivre les progrès des communautés bahá’íes existantes, répondre aux persécutions dans tout le Moyen-Orient, coordonner les efforts d'enseignement et construire le Centre mondial bahá’í à Haïfa et ses environs. Il a nommé 32 personnes vivantes (et 10 à titre posthume) au prestigieux rang de Mains de la Cause, et a supervisé l'élargissement de la communauté, passant de 1 034 localités en 1935 à 2 700 localités en 1953 et à 14 437 localités en 1963. Sous son leadership, la population mondiale des bahá’ís est passée de 100 000 à 400 000 personnes.
Au sein de la communauté bahá’íe, Effendi est couramment appelé simplement « le Gardien » en l’honneur de son rôle unique en tant que seul Gardien dans l'histoire de la foi bahá’íe,. Tous ses travaux sont publiés sous le titre Effendi, plutôt que sous son nom de naissance Rabbání. Il est enterré au Cimetière de New Southgate dans la ville de Londres.

## Contexte

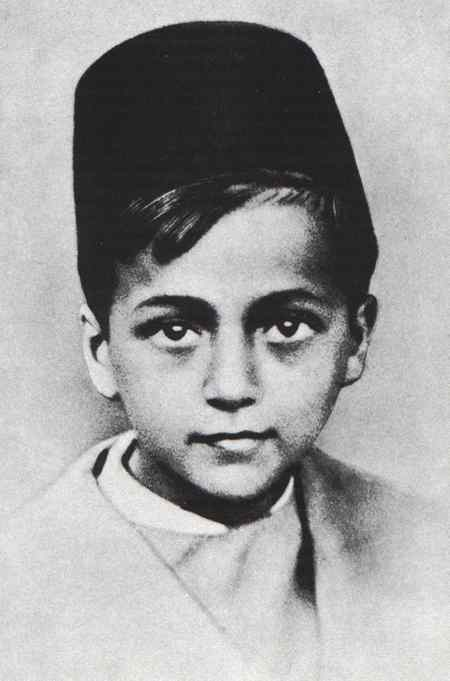
Le jeune Shoghi, vers 1905.

Né à ʻAkká dans le Sanjak d'Acre de l'Empire ottoman en mars 1897, Shoghi Effendi était lié au Báb par son père, Mírzá Hádí Shírází, et à Bahá’u’lláh par sa mère, Ḍíyáʼíyyih Khánum, la fille aînée de ʻAbdu'l-Bahá. ʻAbdu'l-Bahá, qui lui a dispensé une grande partie de sa formation initiale, a profondément influencé Shoghi Effendi dès les premières années de sa vie. Shoghi Effendi apprenait les prières de son grand-père, qui l’encourageait à les psalmodier. ʻAbdu'l-Bahá insistait également pour que les gens s'adressent à l'enfant en tant que « Shoghi Effendi » (« Effendi » signifiant « Monsieur »), plutôt que simplement « Shoghi », en signe de respect. 
Dès son jeune âge, Shoghi Effendi fut confronté aux souffrances endurées par les bahá’ís à ʻAkká, notamment les attaques de Mírzá Muhammad ʻAlí contre ʻAbdu'l-Bahá. En tant que jeune garçon, il fut conscient du souhait du sultan Abdülhamid II (règne : 1876–1909) de bannir ʻAbdu'l-Bahá dans les déserts de l'Afrique du Nord, où il était censé périr.

### Tablette de ʻAbdu'l-Bahá
En tant que petit-fils aîné de ʻAbdu'l-Bahá, premier fils de la fille aînée de ʻAbdu'l-Bahá, Ḍíyáʼíyyih Khánum, Shoghi Effendi entretenait une relation spéciale avec son grand-père. Zia Baghdadi, un bahá’í contemporain, relate que lorsque Shoghi Effendi n’avait que cinq ans, il insistait auprès de son grand-père pour qu’il lui écrive une tablette, ce que ʻAbdu'l-Bahá finit par faire :

« Il est Dieu ! Ô Mon Shoghi, je n’ai pas le temps de parler, laisse-moi tranquille ! Tu as dit d’écrire, j’ai écrit. Que faut-il faire d’autre ? Ce n’est pas encore le moment pour toi de lire et d’écrire. C’est le moment de sauter partout et de psalmodier « Ô Mon Dieu ! ». Mémorise donc les prières de la Beauté Bénie et récite-les pour que je puisse les entendre. Car il n’y a pas de temps pour autre chose »

Shoghi Effendi s’appliqua alors à mémoriser plusieurs prières et les récita aussi fort qu’il le pouvait. Cela poussa les membres de sa famille à demander à ʻAbdu'l-Bahá de le faire taire, demande qu’il refusa apparemment.

### Éducation

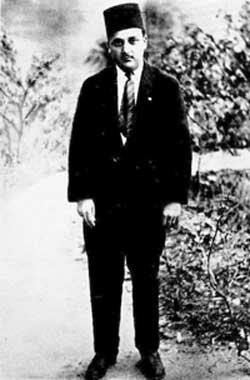
Shoghi Effendi avant 1940

Shoghi Effendi reçut sa première éducation à domicile avec les autres enfants du foyer, puis fréquenta une école chrétienne française dirigée par les Frères des écoles chrétiennes à Haïfa. Par la suite, il fut interne dans une autre école catholique à Beyrouth. Il devait accompagner son grand-père lors de ses voyages en Occident, mais ne put poursuivre le voyage après que les autorités portuaires de Naples empêchèrent Shoghi Effendi de continuer, ostensiblement pour des raisons de santé.
Il poursuivit ensuite ses études au Collège protestant syrien (plus tard connu sous le nom d'Université américaine de Beyrouth) pour ses dernières années de lycée et ses premières années universitaires, où il obtint un diplôme en arts en 1918. Il rapporte avoir été très malheureux à l’école et revenait souvent en vacances à Haïfa pour passer du temps avec ʻAbdu'l-Bahá. Pendant ses études, il s’est consacré à la maîtrise de l'anglais—ajoutant cette langue aux persan, turc, arabe et français qu’il maîtrisait déjà—afin de pouvoir traduire les lettres de ʻAbdu'l-Bahá et de servir comme son secrétaire.
Shoghi Effendi fut protégé de la Première Guerre mondiale grâce à la neutralité du Collège protestant syrien. Bien que les tensions politiques de 1917 aient entraîné la fermeture temporaire du collège, la vie étudiante se poursuivit. À l’été 1918, la vie de ʻAbdu'l-Bahá fut en grave danger jusqu’à l’arrivée des troupes du général Allenby à Haïfa. Avec l’Armistice imminent et ses études terminées, Shoghi Effendi était prêt à retourner auprès de son grand-père. À l’automne 1918, il revint à Haïfa pour aider ʻAbdu'l-Bahá dans sa correspondance grandissante, passant près de deux années en sa compagnie constante. Dans une lettre privée à un ami fin 1918, Shoghi Effendi reflète sur les souffrances indicibles de la guerre mais anticipe que « c’est véritablement une ère de service ».
Après son séjour à Haïfa, il intégra le Balliol College à Oxford, en Angleterre, où il s’inscrivit en "Économie et Sciences sociales", tout en perfectionnant ses compétences en traduction. Shoghi Effendi était heureux durant son séjour à Balliol. Les témoignages de ses contemporains le décrivent comme un étudiant joyeux et populaire. Il connaissait le futur Premier ministre britannique Anthony Eden, mais ils n’étaient pas proches. Ses études étaient ponctuées de voyages occasionnels à travers le Royaume-Uni pour rencontrer les communautés bahá’íes. Shoghi Effendi fut particulièrement touché par la petite communauté bahá’íe de Manchester. Durant cette période, Shoghi Effendi développa une affinité durable pour certains aspects de la culture britannique, comme la lecture quotidienne de The Times et son amour pour la littérature anglaise.

### Décès de ʻAbdu'l-Bahá
Alors qu’il étudiait en Angleterre, le 29 novembre 1921, Shoghi Effendi apprit la nouvelle du décès de ʻAbdu'l-Bahá, ce qui, selon Wellesley Tudor Pole, porteur du télégramme, le laissa « dans un état de choc ». Après avoir passé quelques jours avec John Esslemont, et surmonté quelques difficultés de passeport, il quitta l’Angleterre le 16 décembre, accompagné de Sara Blomfield et de sa sœur Ruhangiz, et arriva à Haïfa le 29 décembre. Quelques jours plus tard, il ouvrit le Testament de ʻAbdu'l-Bahá, qui lui était adressé. Dans ce document, il était désigné comme le successeur de ʻAbdu'l-Bahá et le chef de la foi bahá’íe.

### Vie privée
La vie personnelle de Shoghi Effendi était en grande partie subordonnée à son travail en tant que Gardien de la religion. L’absence de soutien pour gérer l’immense correspondance avait instauré un rythme de travail intense à Haïfa, ponctué de rares pauses estivales en Europe—souvent dans les premières années dans les Alpes suisses. En 1929 et 1940, il voyagea également à travers l’Afrique du sud au nord. En public, Shoghi Effendi était décrit comme calme et bien informé sur les affaires internationales. En privé, ses contemporains le décrivaient comme chaleureux, informel et doté d’un grand sens de l’humour. Shoghi Effendi dormait très peu et mangeait généralement une seule fois par jour. Il était de petite taille, avec des cheveux noirs, un teint olive et des yeux noisette. On notait qu’il ne ressemblait pas à son grand-père ʻAbdu'l-Bahá (qui était plus grand et avait les yeux bleus) mais plutôt à son arrière-grand-père Bahá’u’lláh.
Shoghi Effendi avait une grande affection pour la langue anglaise. Il était un fervent amateur de littérature anglaise, et son style reflétait son amour pour la langue de la Bible du roi Jacques. Il parlait anglais avec une prononciation distincte de l’anglais britannique standard, et persan dans un dialecte d’Ispahan hérité de sa grand-mère. Shoghi Effendi conserva la nationalité iranienne (persane) toute sa vie et voyageait avec un passeport iranien, bien qu’il n’ait jamais visité l’Iran.

### Mariage

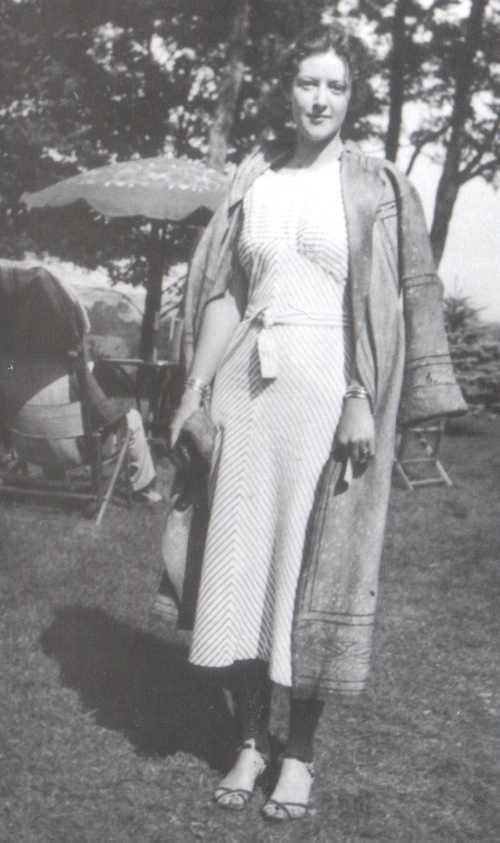
Mary Maxwell, connue sous le nom de Rúhíyyih Khánum

Le 24 mars 1937, Shoghi Effendi épousa Mary Maxwell, plus tard connue sous le nom de Rúhíyyih Khánum, une Canadienne. Elle était la fille unique de May Maxwell, une disciple de ʻAbdu'l-Bahá, et de William Sutherland Maxwell, un architecte canadien. Shoghi Effendi rencontra Mary pour la première fois alors qu'elle était encore une jeune fille lors de son pèlerinage avec sa mère en 1923. Elle effectua un autre pèlerinage adolescente, accompagnée de deux amies proches de sa mère. Avec l’encouragement de Shoghi Effendi, Mary devint une enseignante bahá’íe active, et une lettre écrite à son sujet la décrivit comme « une fille belle et des plus rafraîchissantes à connaître ».

En 1936, Shoghi Effendi écrivit à Mary et à sa mère pour les inviter à visiter Haïfa. Elles arrivèrent en janvier 1937, et en mars, Mary et Shoghi Effendi se sont mariés. Au moment de leur mariage, Mary avait 26 ans. C’était une femme grande et athlétique qui avait passé 18 mois à vivre dans l’Allemagne nazie avec sa cousine avant de venir à Haïfa. Le couple échangea leurs vœux dans la chambre de Bahíyyih Khánum dans la Maison de ʻAbdu'l-Bahá à Haïfa. La cérémonie fut brève, simple et discrète, Rúhíyyih Khánum portant une robe noire. Seules quelques personnes étaient au courant du mariage, y compris les témoins et un petit groupe de résidents de Haïfa. Par conséquent, l’annonce du mariage surprit grandement la communauté bahá’íe mondiale lorsque la mère de Shoghi Effendi envoya un télégramme aux bahá’ís :

« Annoncez aux Assemblées la célébration du mariage du Gardien bien-aimé. Honneur inestimable conféré à la servante de Bahá’u’lláh Ruhiyyih Khánum, Mlle Mary Maxwell. L’union de l’Orient et de l’Occident proclamée par la foi bahá’íe est consolidée. Ziaiyyih, mère du Gardien. »

Bien que Shoghi Effendi et Rúhíyyih Khánum n’aient jamais eu d’enfants, Rúhíyyih Khánum devint sa compagne et collaboratrice constante. En 1941, elle devint la principale secrétaire de Shoghi Effendi pour la langue anglaise. Dans une rare déclaration publique révélant ses sentiments privés, en 1951, il décrivit son épouse comme « mon aide, mon bouclier contre les flèches des briseurs d’Alliance et ma collaboratrice infatigable dans les tâches ardues que je porte ».

## Réalisations
Le leadership de Shoghi Effendi s’est concentré sur deux aspects : le développement de l’administration de la religion et son expansion à travers le monde.

### Administration
La communauté bahá’íe était relativement petite et peu développée lorsqu’il assuma la direction de la religion, et il la renforça et la développa au fil des années pour soutenir la structure administrative envisagée par ʻAbdu'l-Bahá. Sous la direction de Shoghi Effendi, des Assemblées spirituelles nationales furent créées, ainsi que plusieurs milliers d'Assemblées spirituelles locales. Il coordonna des plans et des ressources pour construire plusieurs Temples bahá’ís continentaux dans le monde, dont la construction se poursuivit jusque dans les années 1950.
À partir de la fin des années 1940, après l’établissement de l’État d’Israël, il commença à développer le Centre mondial bahá’í à Haïfa, y compris la construction de la superstructure du Sanctuaire du Báb, les Archives internationales et les jardins autour du Sanctuaire de Bahá’u’lláh.
En 1951, il nomma le Conseil international bahá’í pour agir en tant que précurseur de la Maison universelle de justice, et il désigna 32 Mains de la Cause vivantes — le rang de service le plus élevé, dont la fonction principale était de propager et de protéger la religion.

### Croissance
Entre le moment de sa nomination comme Gardien et sa mort, la foi bahá’íe est passée de 100 000 à 400 000 membres, capitalisant sur une croissance antérieure et préparant le terrain pour davantage. Les pays et territoires où les bahá’ís étaient représentés sont passés de 35 à 250. En tant que Gardien et chef de la religion, Shoghi Effendi communiquait sa vision aux bahá’ís du monde par ses nombreuses lettres et ses rencontres avec les pèlerins en Palestine.
À partir de 1937, il mit en œuvre une série de plans systématiques pour établir des communautés bahá’íes dans tous les pays. Une Croisade de dix ans fut menée de 1953 à 1963 avec des objectifs ambitieux d’expansion dans presque tous les pays et territoires du monde.

### Autres contributions
Dans une cause plus séculière, avant la Seconde Guerre mondiale, il soutint le travail du restaurateur forestier Richard St. Barbe Baker pour reboiser la Palestine, en le présentant aux chefs religieux des principales confessions de la région, obtenant ainsi leur soutien pour le reboisement.

### Style de leadership
En tant que jeune étudiant de vingt-quatre ans, Shoghi Effendi fut initialement choqué par sa nomination comme Gardien. Il était également en deuil de la mort de son grand-père, auquel il était très attaché. Ce traumatisme l'amena à faire des retraites dans les Alpes suisses. Cependant, malgré sa jeunesse, Shoghi Effendi avait une idée claire des objectifs qu'il avait pour la religion. Éduqué à Oxford et occidental dans son style vestimentaire, Shoghi Effendi contrastait fortement avec son grand-père ʻAbdu'l-Bahá. Il prit ses distances avec le clergé local et les notables, voyageant peu pour visiter les bahá’ís, contrairement à son grand-père. Il utilisait principalement la correspondance et les pèlerins pour transmettre ses messages. Ses discours sont à l'origine d'un grand nombre de "notes de pèlerins".
Il s'intéressait également aux questions relatives aux croyances et pratiques bahá’íes — en tant que Gardien, il était habilité à interpréter les écrits de Bahá’u’lláh et de ʻAbdu'l-Bahá, et ses interprétations étaient autoritaires et contraignantes, comme précisé dans le testament de ʻAbdu'l-Bahá. Cependant, son style de leadership différait notablement de celui de ʻAbdu'l-Bahá. Il signait ses lettres aux bahá’ís par « votre véritable frère », et ne faisait pas référence à son rôle personnel, mais plutôt à l’institution du Gardiennat. Il demanda que, dans les lettres et discours, on l’appelle toujours Shoghi Effendi, et non par un autre titre.[citation nécessaire] Il prit également ses distances par rapport au rôle de notable local. Il critiqua les bahá’ís qui le considéraient comme une figure sacrée, leur demandant de ne pas célébrer son anniversaire ni afficher son portrait.

## Traductions et écrits

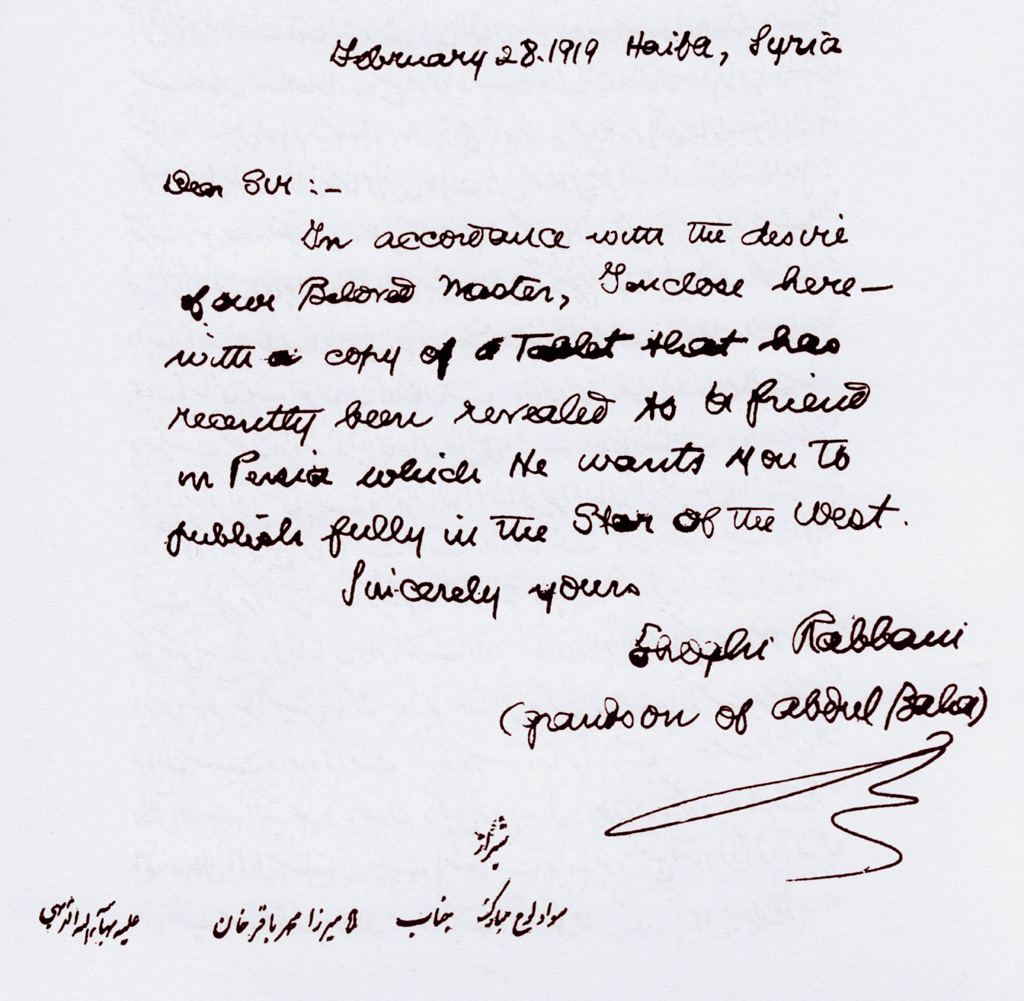
L'une des premières lettres de Shoghi Effendi en tant qu'amanuensis de ʻAbdu'l-Bahá, 1919

Au cours de sa vie, Shoghi Effendi a traduit en anglais de nombreux écrits du Báb, de Bahá’u’lláh et de ʻAbdu'l-Bahá, notamment les Paroles cachées en 1929, le Kitáb-i-Íqán en 1931, Extraits des écrits de Bahá’u’lláh en 1935 et lÉpître au fils du Loup en 1941. Il a également traduit des textes historiques tels que Les Briseurs d’Aube. Son rôle ne se limite pas à celui de traducteur, mais aussi à celui d’interprète désigné et autoritaire des écrits bahá’ís. Ses traductions servent ainsi de guide pour toutes les futures traductions des écrits bahá’ís.
La grande majorité de ses écrits étaient des lettres adressées aux bahá’ís de toutes les régions du monde. Jusqu’à présent, 17 500 de ces lettres ont été rassemblées, et l’on estime qu’elles représentent un total de 34 000 œuvres uniques. Elles allaient de correspondances de routine sur les affaires des bahá’ís à travers le monde à de longues lettres adressées aux bahá’ís du monde entier sur des thèmes spécifiques. Parmi ses lettres les plus longues et ses collections de lettres, on trouve World Order of Bahá’u’lláh, Advent of Divine Justice et Promised Day is Come.
D’autres lettres comprenaient des déclarations sur les croyances bahá’íes, l’histoire, la morale, les principes, l’administration et le droit. Il a également rédigé des nécrologies pour certains bahá’ís éminents. Beaucoup de ses lettres adressées à des individus et des assemblées ont été compilées dans plusieurs ouvrages qui constituent des sources importantes de littérature pour les bahá’ís du monde entier. Le seul véritable livre qu’il ait jamais écrit est Dieu passe près de nous en 1944, pour célébrer le centenaire de la religion. Ce livre, rédigé en anglais, est une histoire interprétative du premier siècle des religions bábíe et bahá’íe. Une version plus courte en persan a également été écrite.

## Opposition
Mírzá Muhammad ʻAlí était le demi-frère de ʻAbdu'l-Bahá et avait été mentionné par Bahá’u’lláh comme ayant une station « inférieure » à celle de ʻAbdu'l-Bahá. Plus tard, Muhammad ʻAli s'opposa à ʻAbdu'l-Bahá pour la direction et fut finalement excommunié, avec plusieurs autres personnes de la région de Haïfa/ʻAkká qui le soutenaient. Lorsque Shoghi Effendi fut nommé Gardien, Muhammad ʻAli tenta de relancer sa prétention à la direction, suggérant que la mention faite de lui par Bahá’u’lláh dans le Kitáb-i-'Ahd équivalait à une succession de leadership.
Tout au long de la vie de Shoghi Effendi, presque tous les membres restants de la famille et les descendants de ʻAbdu'l-Bahá furent expulsés par lui en tant que violateurs de l'Alliance lorsqu’ils ne respectèrent pas sa demande de couper tout contact avec les violateurs de l'Alliance, comme spécifié par ʻAbdu'l-Bahá. D'autres branches de la Famille de Bahá’u’lláh avaient déjà été déclarées violatrices de l'Alliance dans le Testament de ʻAbdu'l-Bahá. Au moment de sa mort, il ne restait aucun descendant vivant de Bahá’u’lláh qui lui était resté fidèle.

## Décès inattendu

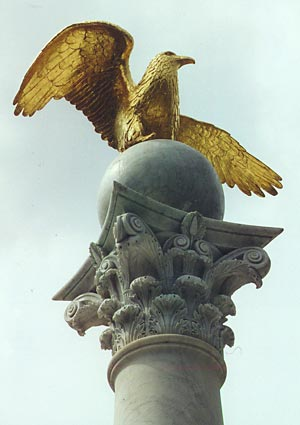
Lieu de repos de Shoghi Effendi à Londres, au cimetière de New Southgate

Le décès de Shoghi Effendi survint de manière inattendue à Londres, le 4 novembre 1957, alors qu'il voyageait en Grande-Bretagne. Il contracta la grippe asiatique, lors de la pandémie qui fit deux millions de morts dans le monde. Il est enterré à Londres, au cimetière de New Southgate. Son épouse envoya le télégramme suivant  :

« Shoghi Effendi, bien-aimé de tous, le dépôt sacré confié par le Maître aux croyants, est décédé d'une crise cardiaque soudaine dans son sommeil, après avoir contracté la grippe asiatique. J'exhorte les croyants à rester fermes, à s'attacher à l'institution des Mains de la Cause, récemment renforcée et mise en avant par le Gardien bien-aimé. Seule l'unité de cœur et l'unité de but peuvent témoigner de manière appropriée de la loyauté de toutes les Assemblées nationales et des croyants envers le Gardien disparu, qui s'est sacrifié entièrement pour servir la foi. »

Les futurs Gardiens héréditaires étaient envisagés dans les Écritures bahá’íes comme étant nommés de l'un à l'autre. Chaque Gardien devait être désigné par le précédent parmi les descendants masculins de Bahá’u’lláh, de préférence selon le principe de primogéniture. La nomination devait avoir lieu du vivant du Gardien et être clairement approuvée par un groupe de Mains de la Cause. Au moment du décès de Shoghi Effendi, tous les descendants masculins vivants de Bahá’u’lláh avaient été déclarés violateurs de l'Alliance par ʻAbdu'l-Bahá ou Shoghi Effendi, laissant aucun candidat légitime vivant. Cela créa une crise majeure de leadership.
Les 27 Mains vivantes se réunirent lors de six conclaves secrets (ou signèrent des accords en cas d’absence) pour décider comment gérer cette situation inédite. Les Mains de la Cause votèrent unanimement qu’il était impossible de reconnaître et d'approuver légitimement un successeur. Elles annoncèrent, le 25 novembre 1957, qu’elles assumeraient le contrôle de la foi, certifièrent que Shoghi Effendi n’avait laissé ni testament ni désignation de successeur, déclarèrent qu’aucune nomination n’aurait pu être faite, et élurent neuf d’entre elles pour rester au Centre mondial bahá’í à Haïfa afin d’exercer les fonctions exécutives du Gardien.

### Ministère des Mains de la Cause
Dans le dernier message de Shoghi Effendi adressé au monde bahá’í, daté d’octobre 1957, il désigna les Mains de la Cause de Dieu comme « les principaux intendants de la Communauté mondiale embryonnaire de Bahá’u’lláh ». Après le décès de Shoghi Effendi, la foi bahá’íe fut temporairement administrée par les Mains de la Cause, qui élurent parmi elles neuf membres pour siéger à Haïfa en tant que chefs de la foi. Ils supervisèrent la transition du Conseil international bahá’í vers la Maison universelle de justice. Ce ministère géra l’exécution des dernières années des ordonnances de Shoghi Effendi dans le cadre de la croisade de dix ans (qui dura jusqu’en 1963), culminant avec l’élection et l’établissement de la Maison universelle de justice lors du premier Congrès mondial bahá’í en 1963.
Dès janvier 1959, Mason Remey, l’une des Mains en charge, crut qu’il était le second Gardien et successeur de Shoghi Effendi. Cet été-là, après un conclave des Mains à Haïfa, Remey quitta son poste et s’installa à Washington D.C., avant d’annoncer peu après sa prétention à un leadership absolu, provoquant une petite schisme qui attira environ 100 partisans, principalement aux États-Unis. Remey fut excommunié par une décision unanime des 26 Mains restantes. Bien que cela ait initialement perturbé la communauté, les bahá’ís majoritaires prêtèrent peu d’attention à son mouvement après quelques années.

### Élection de la Maison universelle de justice
À la fin de la Croisade de dix ans en 1963, la Maison universelle de justice fut élue pour la première fois. Elle fut autorisée à statuer sur des situations non couvertes par les Écritures. Comme première mesure, la Maison universelle de justice examina la situation causée par le fait que le Gardien n'avait pas nommé de successeur. Elle détermina que, dans les circonstances, et étant donné les critères de succession décrits dans le Testament de ʻAbdu'l-Bahá, il n’y avait aucun moyen légitime de nommer un autre Gardien. Par conséquent, bien que le Testament de ʻAbdu'l-Bahá prévoit une succession de Gardiens, Shoghi Effendi demeure le premier et le dernier à occuper cette fonction.
Bahá’u’lláh avait envisagé, dans le Kitáb-i-Aqdas, un scénario où la lignée des Gardiens serait interrompue avant l’établissement de la Maison universelle de justice. Dans cet intervalle, les Mains de la Cause de Dieu devaient administrer les affaires de la communauté bahá’íe.